# 44 Batalion Łączności
44 batalion łączności (44 bł) – samodzielny pododdział  łączności ludowego Wojska Polskiego.
Batalion sformowany został w 1949 na bazie rozformowującego się 3 batalionu łączności z Poznania. Wszedł w skład 2 Korpusu Piechoty.

## Struktura organizacyjna
- dowództwo
- kompania dowodzenia (stacja telegraficzna, centrala telefoniczna, pluton ruchomych środków łączności)
- kompania telefoniczno-kablowa (cztery plutony)
- kompania radiowa (dwa plutony radiostacji, ekspedycja radiowa, drużyna telefoniczna)
- kompania szkolna
- warsztaty i magazyn techniczny

Stan osobowy liczył 302 żołnierzy (etat 5/48). Wyposażenie: 8 radiostacji na samochodach, 5 radiostacji przenośnych, 22 aparaty telefoniczne, 7 łącznic telefonicznych (etat 14/30)